# Purba Pasir
Purba Pasir is een bestuurslaag in het regentschap Simalungun van de provincie Noord-Sumatra, Indonesië. Purba Pasir telt 425 inwoners (volkstelling 2010).